# Уинстон-Сейлем Классик
Уинстон-Сейлем Классик (англ. Winston-Salem Cycling Classic) — шоссейная однодневная велогонка, с 2014 года проводящаяся в американском городе Уинстон-Сейлем, штат Северная Каролина. Входит в календарь UCI America Tour под категорией 1.2.

## Призёры
| Год  | Победитель       | Второй         | Третий          |
| ---- | ---------------- | -------------- | --------------- |
| 2014 | Тревис Маккейб   | Джозеф Льюис   | Захари Белл     |
| 2015 | Том Скуйиньш     | Юре Косьян     | Джозеф Льюис    |
| 2016 | Райан Рот        | Эрик Маркотт   | Эван Хаффман    |
| 2017 | Робин Карпентер  | Райан Рот      | Бруно Ланглуа   |
| 2018 | Сэм Бассетти     | Колин Джойс    | Фабиан Линхард  |
| 2019 | Улиссес Кастилло | George Simpson | Луис Вильялобос |